# كيتامي (هوكايدو)
مدينة كيتامي (بالإنجليزية: Kitami)‏ هي أحد المدن التابعة لمحافظة هوكايدو. تأسست رسميًا في 05/03/2006. ويقدر عدد سكانها بـ 124291 نسمة حسب تقدير مكتب الإحصاء الياباني لعام 2012. تبلغ مساحة كيتامي 1427.56 كم2. بكثافة سكانية تبلغ 87.1 نسمة/كم2.

## المناخ
يظهر الجدول التالي التغييرات المناخية على مدار السنة لكيتامي:
| البيانات المناخية لـكيتامي                | البيانات المناخية لـكيتامي | البيانات المناخية لـكيتامي | البيانات المناخية لـكيتامي | البيانات المناخية لـكيتامي | البيانات المناخية لـكيتامي | البيانات المناخية لـكيتامي | البيانات المناخية لـكيتامي | البيانات المناخية لـكيتامي | البيانات المناخية لـكيتامي | البيانات المناخية لـكيتامي | البيانات المناخية لـكيتامي | البيانات المناخية لـكيتامي | البيانات المناخية لـكيتامي |
| الشهر                                     | يناير                      | فبراير                     | مارس                       | أبريل                      | مايو                       | يونيو                      | يوليو                      | أغسطس                      | سبتمبر                     | أكتوبر                     | نوفمبر                     | ديسمبر                     | المعدل السنوي              |
| ----------------------------------------- | -------------------------- | -------------------------- | -------------------------- | -------------------------- | -------------------------- | -------------------------- | -------------------------- | -------------------------- | -------------------------- | -------------------------- | -------------------------- | -------------------------- | -------------------------- |
| الدرجة القصوى °م (°ف)                     | 8.0 (46.4)                 | 7.9 (46.2)                 | 24.2 (75.6)                | 32.2 (90.0)                | 38.1 (100.6)               | 34.2 (93.6)                | 35.9 (96.6)                | 37.0 (98.6)                | 32.1 (89.8)                | 27.7 (81.9)                | 22.0 (71.6)                | 14.5 (58.1)                | 38.1 (100.6)               |
| متوسط درجة الحرارة الكبرى °م (°ف)         | −2.9 (26.8)                | −1.9 (28.6)                | 2.9 (37.2)                 | 11.3 (52.3)                | 17.6 (63.7)                | 21.2 (70.2)                | 24.3 (75.7)                | 25.7 (78.3)                | 21.3 (70.3)                | 15.4 (59.7)                | 7.5 (45.5)                 | 0.1 (32.2)                 | 11.9 (53.4)                |
| المتوسط اليومي °م (°ف)                    | −8.5 (16.7)                | −7.8 (18.0)                | −2.4 (27.7)                | 5.0 (41.0)                 | 10.9 (51.6)                | 15.0 (59.0)                | 18.7 (65.7)                | 20.2 (68.4)                | 15.8 (60.4)                | 9.1 (48.4)                 | 2.1 (35.8)                 | −5.0 (23.0)                | 6.1 (43.0)                 |
| متوسط درجة الحرارة الصغرى °م (°ف)         | −14.7 (5.5)                | −14.1 (6.6)                | −8.1 (17.4)                | −0.7 (30.7)                | 4.7 (40.5)                 | 9.7 (49.5)                 | 14.1 (57.4)                | 15.8 (60.4)                | 10.6 (51.1)                | 3.4 (38.1)                 | −2.9 (26.8)                | −10.6 (12.9)               | 0.6 (33.1)                 |
| أدنى درجة حرارة °م (°ف)                   | −30.1 (−22.2)              | −30.9 (−23.6)              | −24.3 (−11.7)              | −14 (7)                    | −4.8 (23.4)                | −0.9 (30.4)                | 3.4 (38.1)                 | 6.3 (43.3)                 | 0.3 (32.5)                 | −4.6 (23.7)                | −16.3 (2.7)                | −24.6 (−12.3)              | −30.9 (−23.6)              |
| الهطول مم (إنش)                           | 47.5 (1.87)                | 32.4 (1.28)                | 42.5 (1.67)                | 47.6 (1.87)                | 56.7 (2.23)                | 57.3 (2.26)                | 94.0 (3.70)                | 113.2 (4.46)               | 106.3 (4.19)               | 69.0 (2.72)                | 43.9 (1.73)                | 49.4 (1.94)                | 759.8 (29.92)              |
| متوسط تساقط الثلوج سم (إنش)               | 119 (47)                   | 97 (38)                    | 101 (40)                   | 29 (11)                    | 3 (1.2)                    | 0 (0)                      | 0 (0)                      | 0 (0)                      | 0 (0)                      | 0 (0)                      | 17 (6.7)                   | 87 (34)                    | 453 (177.9)                |
| متوسط أيام هطول الأمطار (≥ 1.0 mm)        | 11.4                       | 9.6                        | 11.2                       | 10.1                       | 9.9                        | 9.0                        | 10.6                       | 10.2                       | 10.6                       | 9.1                        | 9.4                        | 10.8                       | 121.9                      |
| متوسط الأيام المثلجة (≥ 5 cm)             | 30.9                       | 28.2                       | 29.4                       | 6.3                        | 0.1                        | 0                          | 0                          | 0                          | 0                          | 0                          | 1.6                        | 20.1                       | 116.6                      |
| ساعات سطوع الشمس الشهرية                  | 114.7                      | 128.6                      | 166.4                      | 164.9                      | 179.6                      | 167.7                      | 154.7                      | 155.3                      | 145.3                      | 155.0                      | 129.7                      | 115.6                      | 1٬777٫5                    |
| المصدر #1: وكالة الأرصاد الجوية اليابانية |                            |                            |                            |                            |                            |                            |                            |                            |                            |                            |                            |                            |                            |
| المصدر #2: وكالة الأرصاد الجوية اليابانية |                            |                            |                            |                            |                            |                            |                            |                            |                            |                            |                            |                            |                            |

## توأمة
لكيتامي (هوكايدو) اتفاقيات توأمة مع كل من:
- إليزابيث (12 يونيو 1969 - )[12]
- كوتشي (28 أبريل 1986 - )[12]
- Barrhead, Alberta [الإنجليزية]‏ منذ (1991 - )[12]
- جينجو (1985 - )[12]
- ماروموري [الإنجليزية]‏ منذ (1996 - )[12]
- أونو [الإنجليزية]‏ منذ (1998 - )[12]
- بورونايسك (13 أغسطس 1972 - )[12]
- ساكاوا [الإنجليزية]‏ منذ (1988 - )[12]

## أعلام
- أتسوشي تاكاهاشي
- تاكويا فورويا
- شينيا آبي
- آمي كيكوتشي
- يومي سوزوكي